# Scania CN280UA
Scania CN280UA OmniCity – niskopodłogowy autobus miejski produkowany przez zakład koncernu Scania w Słupsku.

## Opis modelu
Przednią część modelu Scania CN280UA OmniCity stylizowano tak, aby linie nadwozia nabierały kształtu uśmiechu (tzw. smiling bus). Pojazd wykonano ze skręcanych profili ze stopów aluminium wzmacnianych w pobliżu miejsc skręcania elementami z bardziej odpornych metali. Technologia ta umożliwia budowę nadwozia z łatwo wymiennych, odpornych na korozję elementów. Zastosowanie aluminium podwyższa cenę pojazdu, ale zwiększa jego żywotność i cenę przy odsprzedaży. Normę czystości spalin Euro 4 uzyskano bez wykorzystania wtrysku płynu AdBlue w katalizatorze. Oś przednia jest własnym produktem firmy Scania. W wyposażeniu opcjonalnym występują takie elementy jak system EBS, klimatyzacja oraz monitoring przestrzeni pasażerskiej.

## Eksploatacja
Model CN280UA OmniCity spotkać można w dwóch polskich miastach - Koszalin i Gliwice. W 2011 roku MZK Koszalin nabyło dwie sztuki tych pojazdów (#2010 i #2017), a PKM Gliwice dziesięć (#156-#165). Na ten moment z eksploatacji wycofane zostały dwa egzemplarze. Ten autobus eksploatuje się także w Niemczech a nawet Wielkiej Brytanii, z konfiguracją drzwi 2-2-2-0. 